# جيرالد هاريس روزين
جيرالد هاريس روزين (بالإنجليزية: Gerald Harris Rosen)‏ هو فيزيائي أمريكي، ولد في 10 أغسطس 1933 في ماونت فيرنون في الولايات المتحدة.